# 拿破崙在埃勞的戰場上
《拿破崙在埃勞的戰場上》（Napoléon sur le champ de bataille d'Eylau）是法國浪漫主義畫家安東萬-尚·葛羅於1808年創作的油畫。該作品於1807年至1808年冬季完成，成為法國浪漫主義新興風格的象徵。
這個作品描繪了血腥的埃勞戰役（1807年2月7日至8日）後的一個時刻，拿破崙·波拿巴在戰場上勘察，他的大軍在這場戰役中取得了對俄國人代價高昂的勝利。《拿破崙在埃勞的戰場上》雖然保留了歷史繪畫的元素，但卻是迄今為止葛羅描繪拿破崙最寫實的作品，跳拖了新古典主義的風格。

## 內容
這幅畫描繪了1807年2月9日，即埃勞戰役結束後的第二天，拿破崙抵達埃勞城外勘察戰場。這幅畫的尺寸達到了521x784公分，因此大多數中心人物都是真人大小的。畫作邊緣的一些人物被故意剪掉，營造出作品是現實生活場景的真實片段的感覺。觀眾的注意力立即被前景中的一大堆屍體所吸引，它們的臉是真人大小的兩倍；另一名受傷的士兵瘋狂地叫喊著。根據第64軍團公報，這一場景的設計目的是「向王子灌輸對和平的熱愛和對戰爭的恐懼」。
在畫作的中央，拿破崙騎在一匹淺褐色馬上，觀察傷者的治療情況，他伸出手的姿勢讓人想起為士兵們祝福。德農寫道：「這位偉人令人安慰的表情似乎減輕了死亡的恐怖，並為這一大屠殺的場景帶來了柔和的光芒」。拿破崙周圍是他的幕僚：貝爾蒂埃元帥、貝西埃爾元帥和科蘭古將軍在左邊，而蘇爾特元帥、達武元帥和繆拉元帥在右邊。一名受傷的立陶宛士兵被皇帝的同情心所感動，宣誓效忠拿破崙，而另一名戰鬥人員則擁抱拿破崙的腿。